# Rafał Dowbor-Muśnicki
Rafał Dowbor-Muśnicki herbu Przyjaciel – pisarz ziemski wileński w latach 1779–1783, sędzia ziemski wileński w latach 1768–1777, podczaszy wileński w latach 1765–1768, pisarz grodzki wileński w latach 1763–1764, koniuszy wileński w latach 1744–1765, marszałek powiatu wileńskiego w konfederacji barskiej, dyrektor wileńskiego sejmiku deputackiego w 1756 roku.